# Hańba (film 1968)
Hańba (szw. Skammen) – szwedzki film fabularny z 1968 roku, w reżyserii i według scenariusza Ingmara Bergmana. Obraz w 1969 był nominowany do Złotego Globu w kategorii najlepszy film zagraniczny.

## Obsada
- Liv Ullmann – Eva Rosenberg
- Max von Sydow – Jan Rosenberg
- Gunnar Björnstrand – pułkownik Jacobi
- Sigge Fürst – Filip
- Vilgot Sjöman – ankieter
- Ulf Johansson – doktor
- Willy Peters – starszy oficer
- Ingvar Kjellson – Oswald
- Frank Sundström – przesłuchujący
- Agda Helin – żona kupca
- Bengt Eklund – strażnik
- Hans Alfredson – Lobelius
- Birgitta Valberg – pani Jacobi
- Gösta Prüzelius – pastor
- Per Berglund – żołnierz
- Jan Bergman – kierowca rodziny Jacobi
- Karl-Axel Forssberg – sekretarz
- Stig Lindberg – asystent lekarza
- Frej Lindqvist – pochylony mężczyzna
- Raymond Lundberg – syn państwa Jacobi
- Brita Öberg – kobieta
- Åke Jörnfalk – mężczyzna skazany na śmierć
- Georg Skarstedt – mężczyzna w łodzi
- Björn Thambert – Johan
- Barbro Hiort af Ornäs – kobieta w łodzi
- Nils Whiten – starszy pan

## Opis fabuły
Trwa wojna domowa. Małżeństwo młodych wrażliwych muzyków - Jan i Eva - postanawia schronić się w wiejskim gospodarstwie, na odizolowanej od świata wyspie. Uprawiają rośliny, hodują zwierzęta, wymieniają się z sąsiadami płodami rolnymi i rybami. Liczą, że znajdą tam upragniony spokój i nowy dom. Na początku wydaje się, że ich życie zaczyna się układać. Poznają okolicznych ludzi, którzy oferują im bezinteresowną pomoc. Niestety, działania wojenne niespodziewanie docierają i tam. Para obserwuje, jak giną ich przyjaciele i sąsiedzi. Eva i Jan zostają zatrzymani. Wskutek pewnej manipulacji medialnej wywiadem, którego na poły świadomie udziela rebeliantom Eva, zarzuca im się współpracę z wrogiem. Wkrótce udaje im się odzyskać wolność, ale nie spokój. Cena okazała się bardzo wysoka, a cel nieosiągalny.